# Ada Zevin
Ada Zevin (n. 3 septembrie 1918, Chișinău – d. 23 septembrie 2005, Chișinău) a fost o artistă din Basarabia, de origine evreică. A făcut parte din generația formată în cadrul școlii de pictură românești (absolventă a Academiei de Belle Arte din București). Ada Zevin s-a revendicat din post-expresionism, din pictura franceză și cea română, realizând o operă originală prin combinarea mijloacelor de expresie clasice cu cele moderne și cu cele specifice creației populare.

## Copilăria și tinerețea
Ada Zevin s-a născut la Chișinău într-o familie de profesori evrei. În anii 1925 - 1937 urma studii secundare la  Liceul în limba română "Jeanne d'Arc" din Chișinău, iar în anul 1938 s-a înscris la Facultatea de Arte Frumoase din București urmând clasa profesorului Francisc Șirato, fiind colegă cu artiștii Dimitrie Sebastian, Mihail Grecu și Fira Brick.
În anul 1940, după anexarea Basarabiei la Uniunea Sovietică și introducerea de legi rasiste împotriva evreilor în România, Ada Zevin era nevoită să se întoarcă la Chișinău, pentru a-și putea continua acolo studiile la Școala republicană de arte plastice, în clasa lui Auguste Baillayre,(1879 - 1961) și a lui Max (Moisei) Gamburd. După atacarea U.R.S.S. de către Germania și aliații ei, Ada Zevin, ca evreică, a reușit să supraviețuiască, fiind evacuată în 
Republica Autonomă Kalmîkă și apoi în Georgia, unde preda desenul la un liceu.
Întoarsă după război la Chișinău, în anul 1945, și-a reluat acolo studiile de arte plastice avându-i profesori pe Rodion Gabrikov și pe Ivan Hazov, iar după aceea a studiat între anii 1947- 1949 la Institutul academic de stat de arte  V.I. Surikov  de la Moscova, iar între 1949-1953 la facultatea de istoria și teoria artelor la Institutul I.E.Repin din Leningrad, azi Petersburg.

## Studii și activitatea pedagogică
- 1938-1940 – Academia de Belle-Arte, București, România
- 1945-1947 – Liceul de Pictura „I. Repin”, Chișinău, Moldova
- 1947-1949 – Institutul de Arte „V. Surikov”, Moscova, Rusia
- 1949-1953 – Institutul de Arte „I. Repin” al Academiei de Arte din St. Petersburg
- 1953-1973 – Activitate pedagogică la Liceul de Arte Plastice "A. Plămădeală", Chișinău, Moldova
- 1956 – Membru UAP, Moldova

## Expoziții solo
- 1960 – Muzeul Național de Arte Plastice, Chișinău
- 1970 - Muzeul Național de Arte Plastice, Chișinău
- 1980 - Muzeul Național de Arte Plastice, Chișinău
- 1989 – sala de expoziții a U.A.P., Chișinău
- 1996 – sediul Fundației Culturale Române, București
- 2001 – expoziție sub egida ONU, Chișinău

## Expoziții grup
- 1959 - debutează la expoziția Republicană de Arte Plastice
- 1960 - participă la expoziția Unională de Arte Plastice
- 1966 - ia parte la o expoziție Internațională de Arte Plastice la Montreal
- 1966-2000 - este prezentă cu lucrări la toate expozițiile organizate de UAP, Chișinău, Moldova
- 2009 - expoziția artiștilor plastici basarabeni: Bessarabia Moia / Basarabia Mea, galeria Artmark, București

## Cataloage
- Ada Zevin, Jivopisi, Chișinau, Editura „Timpul”, 1979
- Malarstwo Rzezba, Grafika Moldawskiej Socjlistzcznej Republiki Radzieckiej, 1975
- Zeitgenossische Kunst Moldaviens, Ansbach Karlshalle, Eroffnung am 20 mai, 17 Uhr bis 31. mai 1998 taglich 10-18 Uhr
- Ludmila Toma, Ada Zevin, Chișinău, Edituta “Literatura Artistica”, 1983
- Ludmila Toma, Ada Zevin, Chișinău, Editura ARC, 2003
- Ruxandra Garofeanu & Vladimir Bulat, Bessarabia Moia, București, Artmark, 2009